# Haustier

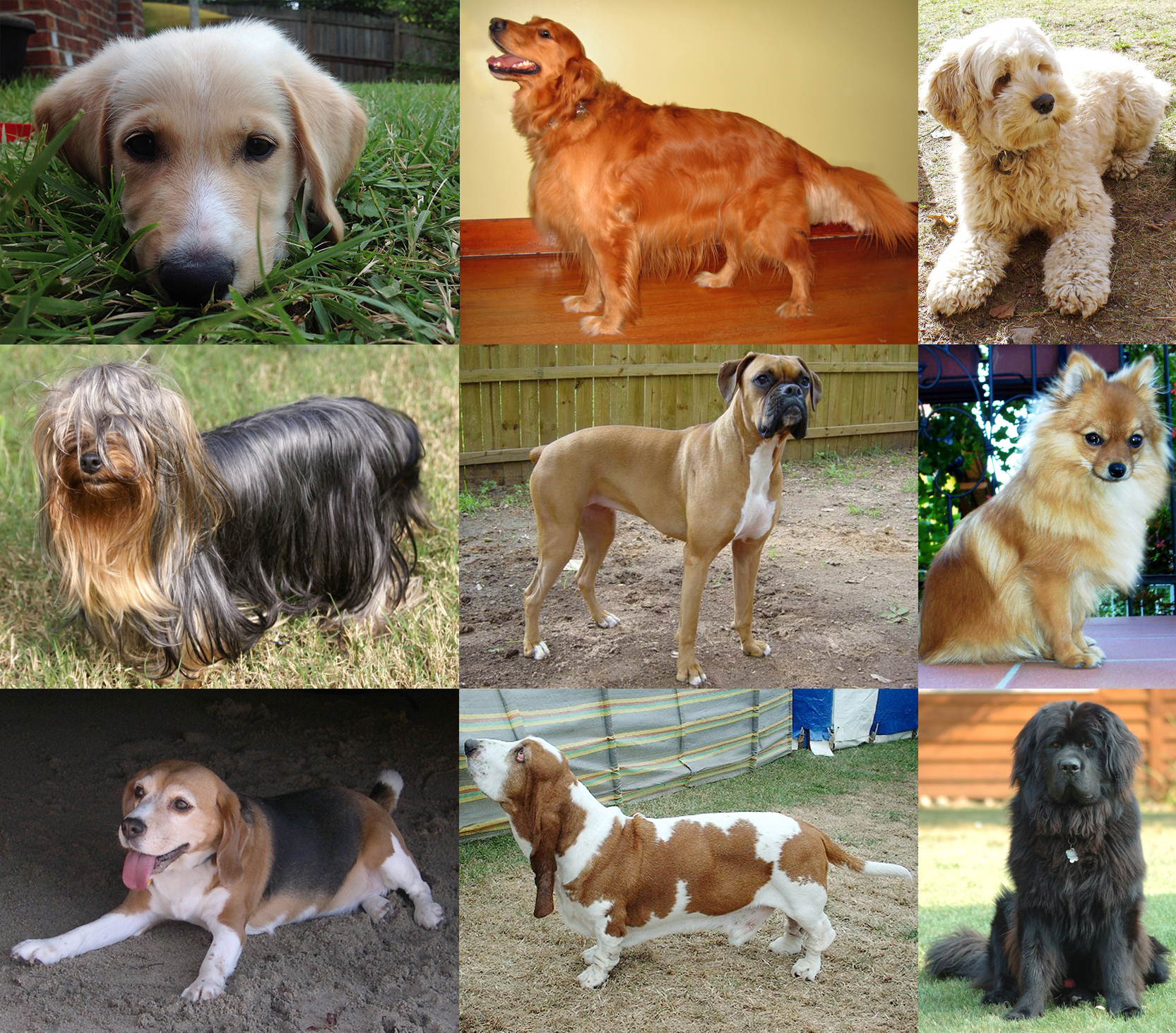
Haushunde

Haustiere sind Tierarten, die durch Domestikation aus Wildtierarten hervorgegangen sind. Sie werden wegen ihres Nutzens (etwa als Nutztiere oder für wissenschaftliche Zwecke) oder des Vergnügens halber (als Heimtier) vom Menschen gezüchtet.

## Domestikation
Tiere hielt man getrennt von ihren wildlebenden Artgenossen, um leichter und nachhaltiger tierische Rohstoffe und Nahrungsprodukte zu gewinnen, als das durch die Jagd möglich ist. Später wurden die Tiere auch wegen ihrer Zug- und Tragleistung domestiziert. Die Züchtung zum Vergnügen hat ihre Anfänge im 1. Jahrhundert. Im 20. Jahrhundert kam die Verwendung als Versuchstier als weiterer Grund der Züchtung hinzu (siehe Tierversuch).
Bei der Tierzucht werden die körperlichen Eigenschaften der Tiere stark verändert. Manche typische Fähigkeiten des Wildtieres sind weggezüchtet oder verloren gegangen, während andere Fähigkeiten durch die Züchtung verstärkt oder umgebildet wurden. Haustiere sind von den Stammarten häufig so verschieden, dass sie in eigene Arten oder Unterarten gestellt werden. Viele Haustiere haben die Fähigkeit zum Überleben in der Wildnis verloren. Andere, wie die Hauskatze, können sich leicht auf eine vom Menschen unabhängige Lebensweise umstellen.
Die vom Menschen zur Nutzung gefangenen und gehaltenen Wildtiere, wie Arbeitselefanten, Zierfische und Beizvögel, zählen in diesem Sinne nicht zu den Haustieren, da sie nicht gezüchtet worden sind.
Die längste Geschichte als Haustier hat der Hund, dessen Domestikation mindestens auf die Zeit nach dem Pleistozän etwa 13.000 v. Chr. zurückgeht; es gibt jedoch Hinweise, die dahingehend ausgelegt wurden, dass diese bereits vor 100.000 Jahren gelang. Diese Zeitspanne wird allerdings in neueren Studien in Frage gestellt, da sie auf reinen Hochrechnungen der molekularen Uhr beruht. (Näheres hierzu). Katzen sind heute mindestens seit 9.500 Jahren als domestiziert bekannt. Knochen von Katzen wurden zusammen mit menschlichen Knochen aus dieser Zeit in Mesopotamien, Südost-Anatolien und Jordanien gefunden, Domestizierung lässt sich für diese Zeit in Zypern zeigen. Die Haustiernutzung von Schwein, Rind und Schaf hat etwa 8000 Jahre v. Chr. in Vorderasien begonnen. Ab dem 4. Jahrtausend v. Chr. wurden die Tauben in Vorderasien und der Maulbeer-Seidenspinner in China gezüchtet. Die Zucht des Pferdes begann etwa im 4. Jahrtausend v. Chr. in Eurasien. In China werden ab dem 9. Jahrhundert Goldfische zur Zierde gezüchtet. Seit dem 19. Jahrhundert wird der Wellensittich gezüchtet. Die Züchtung von Nagetieren und Fliegen zu Versuchszwecken begann im 20. Jahrhundert.

## Grenzfälle
Tiere müssen, um als Haustiere gehalten werden zu können, bestimmte körperliche und verhaltensbiologische Merkmale aufweisen.
Es hat seit Beginn der Haustierhaltung immer wieder Versuche gegeben, weitere Arten zu domestizieren, ohne dass eine vollständige Haustierwerdung erfolgte.
Beispiele dafür sind verschiedene Hirscharten (Elch, Damhirsch, Rothirsch). Zumindest beim Damhirsch ist beim Gehegewild eine Übergangsform erreicht worden. Planmäßige Züchtung führte hier zu Haustiermerkmalen.
Bei vielen Tierarten, die in jüngster Zeit als Heimtiere gehalten werden (hier einige Beispiele), treten Domestikationserscheinungen (Farb- und Fellmutationen, Verhaltensänderungen) auf, ohne dass bereits von vollständiger Domestikation gesprochen werden kann.

## Zoologische Systematik
Namen von biologischen Arten können sowohl auf wildlebende, wie auch auf domestizierte Individuen und Populationen zurückgehen. Das heißt, wissenschaftliche Artnamen, die auf Basis eines Haustiers aufgestellt worden sind, sind genauso gültige Namen für die entsprechende Art. Je nachdem, ob eine Art zuerst auf Basis eines Haustiers oder eines Wildtiers aufgestellt worden ist, ist demnach für sie derjenige Name korrekt, der zuerst publiziert wurde (Prioritätsregel). Sofern sie zur selben Art gerechnet werden, ist dieser Name dann auf alle Angehörigen dieser Art anzuwenden – jede Art darf nur einen wissenschaftlichen Namen tragen.

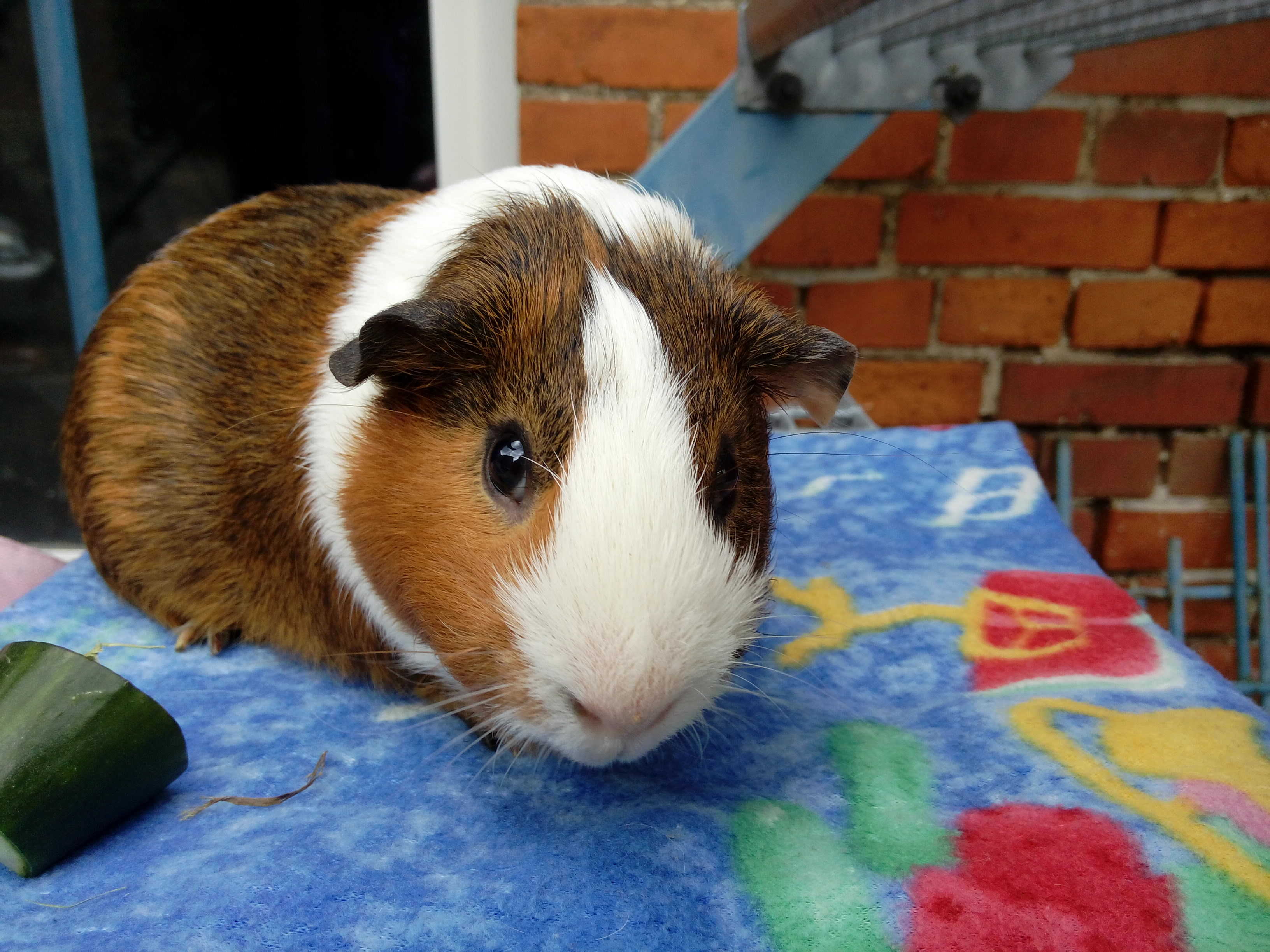
Das Meerschweinchen ist ein beliebtes Haustier in Europa.

Diese Regel hat in zahlreichen Fällen für Verwirrung gesorgt, besonders dann, wenn wildlebende und domestizierte Formen oder Populationen miteinander verglichen oder einander gegenübergestellt werden sollten. Es ist in diesen Fällen notwendig, die wildlebende und die domestizierte Form irgendwie voneinander zu unterscheiden, d. h. auch unterschiedlich zu benennen. Der Code der zoologischen Nomenklatur bietet hier keine Lösung. Während regionale Populationen von Wildtieren, die sich in verschiedenen Merkmalen unterscheiden, als Unterarten gekennzeichnet werden, stellt der Lebensraum von Haustieren kein geografisch einheitliches Gebiet dar. Die Kriterien für die Gliederungen von Unterarten können hier also nicht angewendet werden. Haustiere sind als eine Untereinheit eines Wildtyps aufzufassen, für die der Rang einer Unterart (im Regelfall) nicht angewendet werden sollte. Andere Ränge unterhalb der Art werden aber vom Code nicht erfasst und geregelt.
Für einige Haustierarten, darunter die wichtigsten, wurde durch eine Entscheidung im Jahr 2003 der Name der Wildform als wissenschaftlicher Name nun ausnahmsweise entgegen der Prioritätsregel festgeschrieben. Danach soll für diese Arten ein anderer wissenschaftlicher Name gültig sein, wenn man sich auf wildlebende Populationen bezieht. Dieser ist auch auf die Haustierform dieser Arten anzuwenden „wenn diese nicht unterscheidbar sind“.
Das Problem der unterschiedlichen Namen für Haustiere und ihre wildlebenden Verwandten bzw. Vorfahren ist damit allerdings nicht endgültig gelöst. Es ist nach dieser Entscheidung zulässig, für Wildformen und Haustierformen derselben Art unterschiedliche Namen zu verwenden. Beispielsweise ist es zulässig, das Hausrind Bos taurus zu nennen (obwohl es vom Auerochsen Bos primigenius abstammt). Zahlreiche Autoren ziehen es allerdings vor, für beide Formen denselben wissenschaftlichen Namen zu verwenden. Zur Benennung der Haustierform sind hier verschiedene Verfahren in Gebrauch. Zahlreiche Autoren benennen die Haustierform als Unterart (mit Trinomen), z. B. wird dann der Haushund als Canis lupus familiaris bezeichnet (d. h. der eigentlich verfügbare Artname Canis familiaris wird vermieden). In anderen Fällen werden Haustiere als „forma“ der Wildarten bezeichnet. Beispielsweise erhält die Haustaube dann den Namen Columba livia forma domestica; dieser wird dann auch auf verwilderte Populationen (Stadttauben) angewandt.
Bei Haustieren wird zur Unterscheidung verschiedener Formen innerhalb der Art zusätzlich der Begriff Rasse verwendet.

## Haustiere in Deutschland

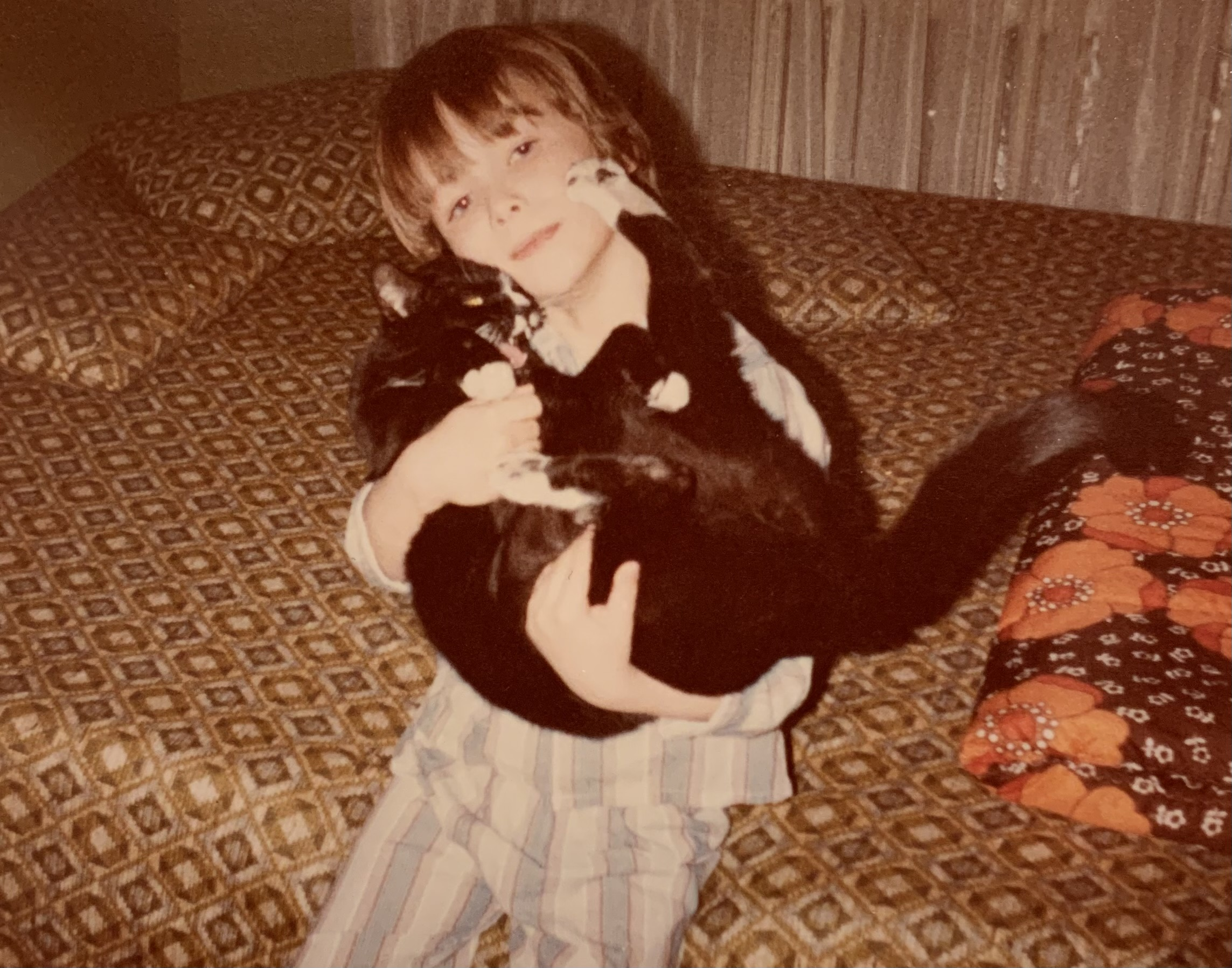
Kind mit Hauskatze in Berlin

Nach einer Untersuchung der GFK 2015 für die 22 wichtigsten Länder weltweit hatten über die Hälfte der Menschen in diesen mindestens ein Haustier. Den höchsten Anteil an Haustierbesitzern gibt es in Argentinien, Mexiko und Brasilien, während in den asiatischen Ländern der Anteil erheblich geringer ist. So hat ein Drittel (33 %) der Haushalte weltweit einen Hund, ein Viertel (23 %) eine Katze, ein Achtel (12 %) Fische und 6 % Vögel sowie 6 % andere Haustiere. Allein in Deutschland leben mindestens 9 Millionen Hunde als Haustiere. Für ihre Haustiere geben die Deutschen jedes Jahr 9 Milliarden Euro aus. Allerdings landen auch jedes Jahr 300 000 Haustiere in Heimen, weil die Besitzer sie nicht mehr versorgen wollen oder können. Angeblich sterben auch 60 Millionen Fische in deutschen Aquarien, vor allem wegen Haltungsfehlern.
|            | 2000 | 2009 | 2016 | 2018 | 2019 | 2020 |
| ---------- | ---- | ---- | ---- | ---- | ---- | ---- |
| Katzen     | 6,8  | 8.2  | 13,4 | 14,8 | 14,7 | 15,7 |
| Hunde      | 5    | 5.4  | 8,6  | 9,4  | 10,1 | 10,7 |
| Kleintiere | 4,8  |      | 5,0  | 5,5  | 5,2  | 5,0  |
| Ziervögel  | 4,9  |      | 4,6  | 4,8  | 4,0  | 3,5  |
| Aquarien   | 3    |      | 2,0  | 1,9  | 1,6  | 1,8  |
| Terrarien  | –    |      | 0,7  | 1,0  | 1,2  | 1,3  |

## Gesellschaftliche und soziale Bedeutung
Haustiere leisten einen wichtigen Beitrag zur Gesundheit und zum Zusammenhalt der Gesellschaft. Dies betrifft sowohl den Effekt auf den Haustierhalter selbst als auch auf andere Mitglieder der Gesellschaft. Mit der Haustierhaltung verbunden ist eine Verbesserung des Gesundheitszustandes, so sprechen 68 % der Hundehalter und 61 % der Katzenhalter von einem verbesserten Gesundheitszustand durch die Tierhaltung. Auch im Hinblick auf ihre Lebenszufriedenheit fühlen sich nahezu alle Hundehalter (88 %) und Katzenhalter (83 %) besser.
Neuere Studien aus den USA und Australien zeigen, dass Haustierbesitzer mehr Kontakte zu ihren Nachbarn unterhalten. Auch verschiedene Therapieansätze nutzen Hunde erfolgreich. Darüber hinaus werden die besonderen Fähigkeiten der Sinnesorgane der Tiere genutzt, um Krankheiten, Rauschgift oder andere Dinge zu entdecken, die unseren menschlichen Sinnen nicht zugänglich sind.

## Wirtschaftliche Bedeutung
Die wirtschaftliche Bedeutung des Haustiermarktes ist nicht zu unterschätzen. So werden die jährlichen Umsätze/Ausgaben für die gesamtdeutsche Wirtschaft auf insgesamt 10,7 Mrd. € geschätzt. Davon entfallen über die Hälfte (52 %) auf die Hundehaltung und mehr als ein Drittel (36,5 %) auf die Katzenhaltung. Auch die Beschäftigung von 210.000 Vollzeitarbeitsplätze (vollzeitäquivalente) ist mit dem Haustiermarkt verbunden.
Die Ausgaben entfallen zu mehr als der Hälfte auf
| - Haustierbedarf 5,7 Mrd. €                                                                                     |
| - Haustiergesundheit 2,6 Mrd. €                                                                                 |
| - Haustierversicherungen 630 Mio. €                                                                             |
| - Für weitere Dienste, wie Haustierzucht, - betreuung, -bestattung, -friseure, Hundeschulen etc. ca. 1,3 Mrd. € |
| - Die Ausgaben für Tierheime und Hundesteuern werden auf über eine Halbe Mrd. € geschätzt.                      |

Damit trägt die Haustierhaltung mit 0,35 % zum deutschen Bruttoinlandsprodukt bei.
Mehr als ein Drittel der angeschafften Hunde (32 %) und Katzen (37 %) kommen aus den Tierheimen.

## Kontroversen
Eine Studie des auf Ökobilanzen spezialisierten Schweizer Unternehmens ESU ergab, dass die Haltung eines Tieres, gerade bei großen Tieren wie dem Pferd, einen relevanten Einfluss auf die individuell verursachten Umweltbelastungen haben kann. Im Verhältnis zum Autofahren verursacht die Pferdehaltung einen jährlichen CO2-Ausstoß, der einer Fahrt von 21.500 Kilometern im Auto entspricht. Bei Hunden entspricht der Vergleichswert einer knapp 3700 Kilometer langen Autofahrt, bei Katzen und Kaninchen rund 1.400 Fahrkilometern.
Tierrechtsorganisationen wie z. B. PETA sind prinzipiell gegen Haustierhaltung. Mit dem folgenden Zitat wird die Ansicht von PETA beschrieben: „In einer perfekten Welt könnten alle Tiere frei leben und ihren Bedürfnissen nachkommen.“ Doch da es in unserer Gesellschaft bereits so viele domestizierte Tiere und Haustiere gäbe, trögen wir die Verantwortung dafür, uns um diese Tiere zu kümmern. Aus diesem Grund ist PETA dafür, dass alle Menschen niemals ein Tier aus einem Zooladen oder vom Züchter kaufen sollten, da dies die Überpopulation von Haustieren unweigerlich fördere und die „Produktion“ oftmals unter tierquälerischen Bedingungen stattfände.